# کفر ناسج
کفر ناسج (به عربی: کفر ناسج) یک روستا در سوریه است که در استان درعا واقع شده‌است. کفر ناسج ۲٬۳۸۱ نفر جمعیت دارد.